# Kettenblatt

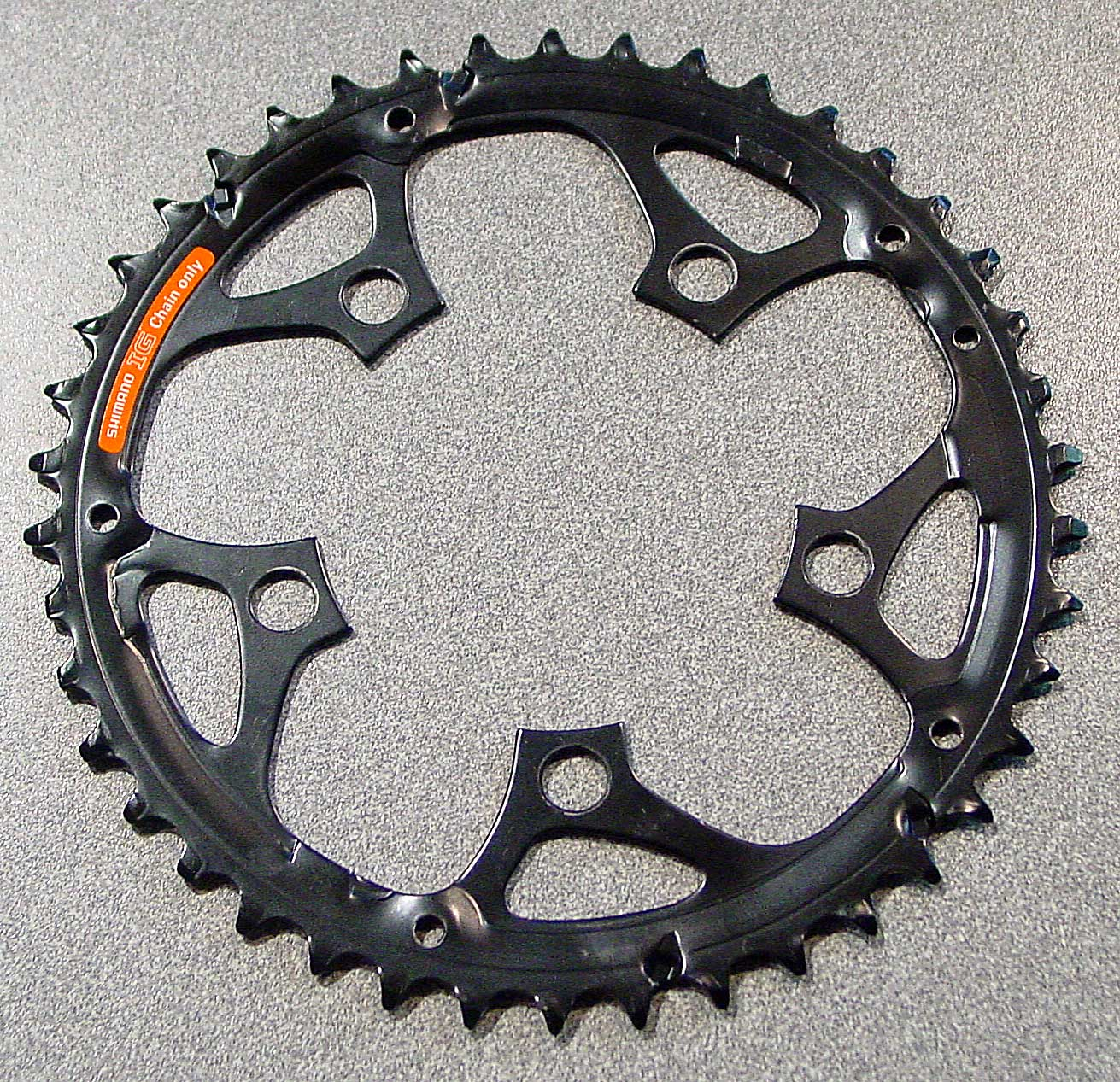
Kettenblatt aus gestanztem Stahlblech mit Steighilfen

Ein Kettenblatt ist das mit der Tretkurbel verbundene, von ihr angetriebene Kettenrad des Kettengetriebes eines Fahrrades.
Die Anzahl der Kettenblätter hängt von der für das Einsatzgebiet  gewählten Gangschaltung ab. Eingangräder, Fixie bzw. Singlespeed, mit einer festen Übersetzung haben ein Kettenblatt, Fahrräder mit einer Nabenschaltung, einer Tretlagerschaltung oder mit 12-fach- bzw. 13-fach-Zahnkranzpaket meistens ebenfalls. Fahrräder mit 9-fach-, 10-fach- oder 11-fach-Zahnkranzpaket verfügen meistens über zwei oder drei Kettenblätter. Die Verbindung mehrerer Kettenblätter wird Kettenblattgarnitur genannt.

## Größe des Kettenblatts – Übersetzung – Ablauflänge
Bei Rennrädern werden gewöhnlich Kettenblätter zwischen 30 und 53 Zähnen verbaut. Bei Mountainbikes mit 9-fach-, 10-fach- und 11-fach-Zahnkranzpaket besitzen die Kettenblätter oft 22, 32 und 44 Zähne, bei Trekkingrädern sind 26, 36 und 48 Zähne eine gängige Kombination. Liegeräder verfügen meist über Schaltungen mit großem Übersetzungsbereich, sodass hier oft Mountainbike-Schaltungen zum Einsatz kommen.
Mountainbikes sowie Cyclocross-Fahrräder und Gravelbikes werden in den letzten Jahren überwiegend mit nur einem Kettenblatt ausgestattet, Einfach-Antrieb genannt. Möglich macht diesen Trend die Entwicklung von 12-fach- bzw. 13-fach-Kassetten. Vorreiter in diesem Bereich sind die Firmen SRAM und ROTOR. Bei Mountainbikes werden in Verbindung mit einer Einfach-Kurbel Kettenblätter mit 32, 34 oder 36 Zähnen verbaut. Bei Gravelbikes werden in Verbindung mit der 13-fach-ROTOR-Gruppe Kettenblätter mit 50 Zähnen verwendet.
Die Anzahl der Zähne des Kettenblatts, {\displaystyle {Z_{K}}}, und die des Ritzels, {\displaystyle {Z_{R}}}, bestimmen die Übersetzung {\displaystyle {\tfrac {Z_{K}}{Z_{R}}}}. Hierbei ist besonders darauf zu achten, dass in der Fahrradtechnik die Übersetzung schon immer anders berechnet wurde als im allgemeinen Maschinenbau (Kehrwert). Die entscheidende Größe für die Wahl der Kettenblätter und Ritzel ist aber nicht die Übersetzung, sondern die mit einer Kurbelumdrehung zurückgelegte Strecke, die Entfaltung oder auch Ablauflänge {\displaystyle {L}} genannt wird. Sie berechnet sich als {\displaystyle L=U\cdot {\tfrac {Z_{K}}{Z_{R}}}} aus dem Umfang {\displaystyle {U}} des angetriebenen Rades und der Übersetzung.

## Befestigung an der Tretkurbel
Bei günstigen Tretkurbeln sind die Kettenblätter fest mit dem rechten Kurbelarm verbunden und nicht separat austauschbar.
Es gibt mehrere Varianten mit lösbaren Verbindungen:
- Bei einer werden die Kettenblätter direkt an einen Kurbelstern, der Bestandteil des rechten Tretkurbelarmes ist, geschraubt.
- Das Kettenblatt wird an einen Spider geschraubt, der meist am Kurbelarm aufgesteckt und mit Verschraubung gesichert ist.
- Beim direkten Montieren wird das Kettenblatt ohne Spider auf den Kurbelarm gesteckt und gesichert. Werden bei dieser Variante mehrere Kettenblätter eingesetzt, werden die weiteren am größten Blatt befestigt.

Kurbelstern und Spider gibt es mit drei, vier oder fünf Befestigungslöchern, an denen sich beiderseits gleichzeitig zwei unterschiedlich große Kettenblätter befestigen lassen. Oft haben sie zusätzliche Befestigungslöcher für ein drittes deutlich kleineres Kettenblatt. Die Befestigung erfolgt mit Kettenblattschrauben und -muttern, die zumeist ISO-Feingewinde M8 × 0,75 haben. Das größte Kettenblatt wird an der Außenseite montiert, die weiteren in absteigender Größe nach innen. Der gedachte Kreis, auf dem sich die Befestigungslöcher eines Kettenblattes befinden, nennt sich Lochkreis. Es gibt eine Vielzahl unterschiedliche Lochkreise.
Befindet sich die Syncronkette bei Tandems auf der linken Seite, haben die Kurbeln für das vordere Tretlager auf der linken Seite eine Befestigung für ein einzelnes Kettenblatt. Die rechte Kurbel ist ohne Kettenblatt. Das hintere Tretlager hat auf der rechten Seite eine gewöhnliche Kurbel für mehrere Kettenblätter, während an der linken Kurbel das Kettenblatt für die Synchronkette befestigt ist.

### Lochmaße von 5-Arm-Kurbeln
| Kurbeltyp | Lochkreis- durchmesser | Loch abstand | kleinstmögliches Blatt |
| --- | ---------------------- | ------------ | ---------------------- |
| Campagnolo (vor 1963)                                                                                            | 151 mm                 | 88,8 mm      | 44 Zähne               |
| Campagnolo/Stronglight                                                                                           | 144 mm                 | 84,6 mm      | 41 Zähne               |
| Campagnolo | 135 mm                 | 79,4 mm      | 39 Zähne               |
| Rennrad-„Standard“                                                                                               | 130 mm                 | 76,4 mm      | 38 Zähne               |
| Stronglight 93 (z. B. Peugeot-Rennräder bis 80er Jahre)                                                          | 122 mm                 | 71,7 mm      | 38 Zähne               |
| Ofmega, SR | 118 mm                 | 69,4 mm      | 36 Zähne               |
| Campagnolo (alt)                                                                                                 | 116 mm                 | 68,2 mm      | 35 Zähne               |
| Kompaktkurbel, bei Renn- und Touringrädern und MTB-Standard bis Anfang der 1990er für mittleres und großes Blatt | 110 mm                 | 64,7 mm      | 33 Zähne               |
| Compact Drive Shimano 1994, Microdrive Suntour 1992 – 3-fach (großes Blatt)                                      | 94 mm                  | 55,3 mm      | 29 Zähne               |
| Shimano Dura-Ace (3-fach, kleines Blatt)                                                                         | 92 mm                  | 53,3 mm      | 30 Zähne               |
| Stronglight 99, Sugino                                                                                           | 86 mm                  | 50,6 mm      | 28 Zähne               |
| Rennrad/MTB kleines Blatt bei Dreifachkurbeln, zusammen mit 110/130/135 mm                                       | 74 mm                  | 43,5 mm      | 24 Zähne               |
| Compact Drive Shimano 1994 – 3-fach (kleines, mittleres Blatt)                                                   | 58 mm                  | 34,1 mm      | 20 Zähne               |
| Microdrive Suntour 1992 – 3-fach (kleines, mittleres Blatt)                                                      | 56 mm                  | 32,9 mm      | 20 Zähne               |

Die angegebenen möglichen Kettenblattgrößen beziehen sich auf seriengefertigte Kettenblätter. Als Sonderanfertigung sind insbesondere größere Kettenblätter erhältlich.
Kompaktkurbeln sind kleiner und ermöglichen damit kleinere Kettenblätter, als mit dem verbreiteten Lochkreis-Standard von 130 mm möglich sind. Im Rennradbereich verfügen Kompaktkurbeln über Befestigungsmöglichkeiten für 2 Kettenblätter, meist mit einem Lochkreis von 110 mm. Kompaktkurbeln für Mountainbikes mit drei Kettenblättern haben meist Lochkreise von 94 und 58 oder von 104 und 64 mm (früher 110 und 74 mm), üblicherweise mit Kettenblättern mit 22, 32 und 42 Zähnen (statt wie sonst 28, 38 und 48 oder 24, 36 und 46 Zähne).

### Lochmaße von symmetrischen 4-Arm-Kurbeln
| Kurbeltyp            | Lochkreis- durchmesser außen | Lochkreis- durchmesser Mitte | Lochkreis- durchmesser innen | kleinstes Blatt |
| -------------------- | ---------------------------- | ---------------------------- | ---------------------------- | --------------- |
| MTB-„Standard“       | 104 mm                       | 104 mm                       | 64 mm                        | 22 Zähne        |
| Shimano XTR bis 2006 | 145 mm                       | 102 mm                       | 64 mm                        | 22 Zähne        |

### Material

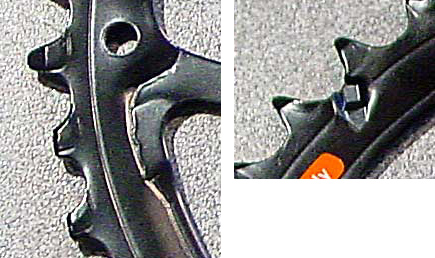
Steighilfen werden manchmal als vermeintliche Fabrikationsfehler bemängelt

Die meisten Kettenblätter werden aus Stahl oder Duraluminium hergestellt, seltener sind Kettenblätter aus Titan oder Carbon (mit Zähnen aus Aluminium oder Stahl). Oft weisen sie Steighilfen auf. Sie sollen es der Kette beim Schalten erleichtern, zwischen den Kettenblättern zu wechseln. Diese mechanische Besonderheit fällt durch unterschiedliche Abmessungen der einzelnen Zähne und verschiedenartige Anschliffe an den Zahnflanken auf.

## Bestimmung der Größe (Zähnezahl) der Kettenblätter
Die Wahl der Zähnezahl der beiden (drei) Kettenblätter im Verhältnis zueinander und zu den zur Verfügung stehenden Ritzeln (man spricht vom „Ritzelpaket“ oder „Kassette“) ist sehr komplex. Da sich das Übersetzungsspektrum beider Kettenblätter überschneidet, muss eine Lösung gefunden werden, bei der möglichst wenige der „gangbaren“ (vgl. unten) Übersetzungen doppelt vorkommen. Als „gangbar“ gelten Übersetzungen, bei denen der Kettenschräglauf nicht zu groß ist – bei den heute üblichen 9- bzw. 10-fach-Kassetten sollten aus diesem Grunde die beiden größten Ritzel nicht mit dem großen Kettenblatt, die beiden kleinsten Ritzel nicht mit dem kleinen Kettenblatt kombiniert werden.
Noch bis in die 1960er Jahre wurde aus diesem Grund der sog. „Stufenkranz“ verwendet. Bei dieser Variante „griffen“ die Übersetzungen des kleinen Kettenblatts in die Lücken, die durch die 2-Zähne-Abstufung des Ritzelpakets bei Verwendung des großen Kettenblatts entstanden. Heute dagegen werden Ritzelpakete verwendet, bei denen sich das Übersetzungsspektrum des kleinen Kettenblatts bei Vernachlässigung der nicht gangbaren Übersetzungen mit einem kleinen Überschneidungsbereich an das des großen Blatts anschließt. Der verbleibende Überschneidungsbereich ist durchaus gewollt, weil sich dadurch der doppelte Schaltvorgang (Kettenblatt- und Ritzelwechsel) in bestimmten Rennsituationen vermeiden lässt.

## Geläufige Übersetzungen im Radrennsport

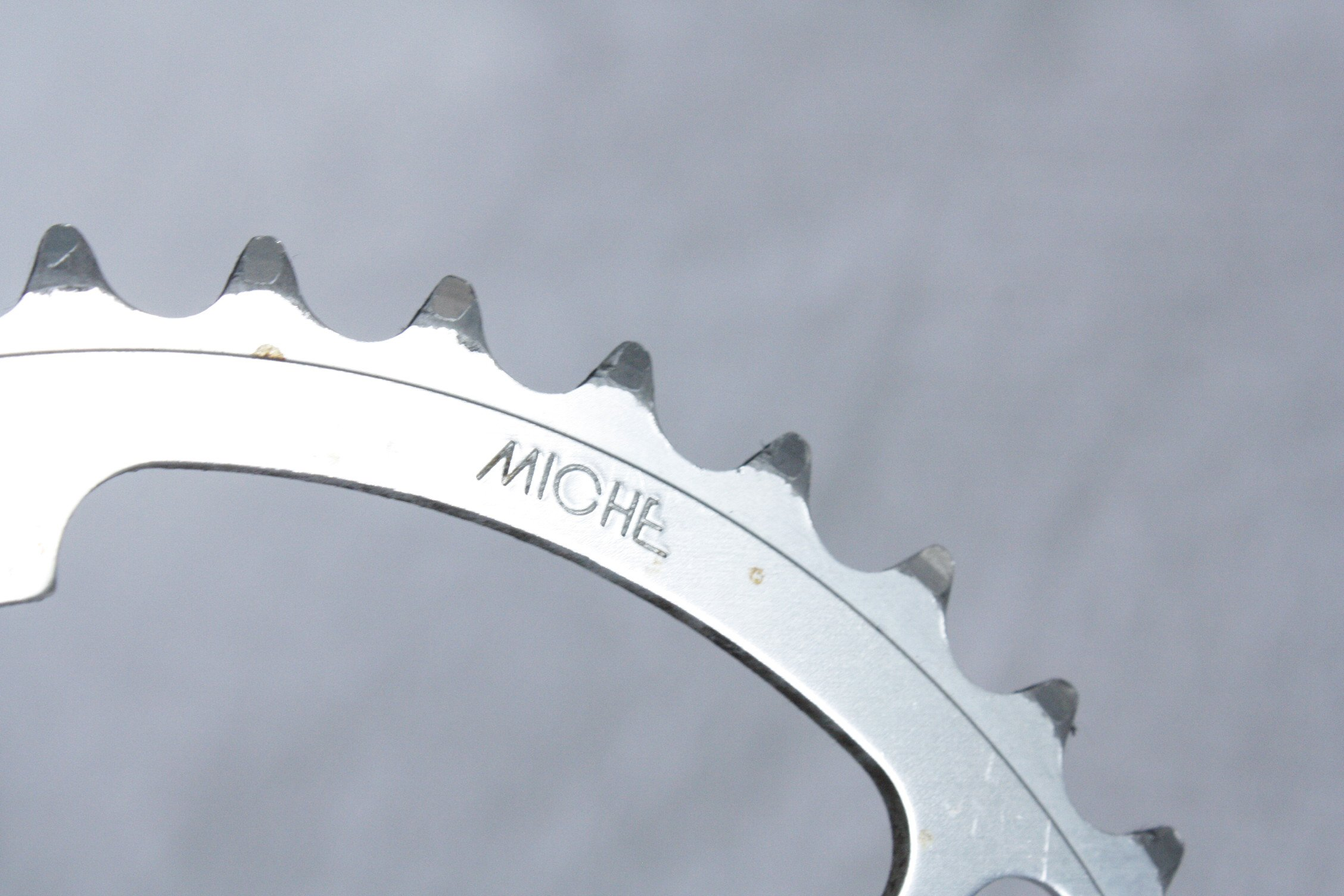
Miche Kettenblatt für Campagnolo Systeme (Lochkreis 135 mm)

Folgende Übersetzungen sind im Radrennsport geläufig (hier ist zunächst vom männlichen Erwachsenenbereich die Rede):
- Straße, Spitzenamateure und Profis: 53/13 im Flachen; 53/18 bis 53/15 an moderaten Steigungen; Berge: an kurzen Anstiegen wird häufig eine größere Übersetzung (bis 20 % größer) gefahren als an langen Bergen, daher sind einigermaßen verbindliche Angaben nur für lange Steigungen (Pässe u. dergl.) zu machen. Die Übersetzung hängt hier von Krafteinsatz (daraus folgend Trittfrequenz) und Geschwindigkeit ab. Bei einer Alleinfahrt an einer 8%igen Steigung muss ein Fahrer, der hier im Hochleistungsbereich fährt (angenommen 6,2 Watt/kg; 430 Watt) und dabei gut 21 km/h erzielt, zum Erreichen seiner (angenommenen) optimalen Trittfrequenz von 75/min eine Übersetzung von 39/17 fahren. Das Beispiel zeigt, dass in diesem Bereich keine schematischen Übersetzungsempfehlungen existieren können. Bei Bergabfahrten und schnellen Verfolgungen/Ausreißversuchen kommt dann auch der „12er (53/12)“ und „11er (53/11)“ zum Einsatz.
- Bahn, Spitzenamateure und Profis: 52/16, 53/16, und 52/15 bei Ausdauerwettbewerben, bis 54/14 bzw. 60/14 bei Wettbewerben hinter Motoren (Derny bzw. Steher), 48/14 bis 50/14 bei Sprintern.[1]

In den Jugendklassen gelten teilweise Übersetzungsbeschränkungen, die meist voll ausgeschöpft werden. Die Übersetzungen im Frauenbereich liegen meist zwischen denen der männlichen Profis und Junioren.

## Der Mythos vom „großen Blatt“ im Radrennsport
Um die Verwendung des großen Kettenblatts im Radsport ranken sich sowohl Theorien als auch Legenden. Diese rühren von der Tatsache her, dass das „große Blatt“ bei höheren Geschwindigkeiten zum Einsatz kommt und somit speziell bei Anstiegen nur von kräftigen Fahrern genutzt werden kann. So beschreibt Hans Blickensdörfer in seinem Klassiker Tour der Leiden ausführlichst den Moment, in dem ein berühmter Radrennfahrer am Berg vom kleinen auf das große Kettenblatt schaltet und diese Übersetzung erst einmal „drücken“ muss.
Tatsächlich gibt es ernstzunehmende physikalische Gründe:
- Wegen des höheren Trägheitsmoments der Kette und damit besseren Gleichlaufs werden bei Ausdauerdisziplinen (Straße, Bahn ab 4000 m) eher große Kettenblätter eingesetzt.
- Beim Bahnsprint dagegen verwendet man möglichst kleine Kettenblätter.

## Die Übersetzung beim Mountainbiken, das „kleine Blatt“
Mit dem Mountainbike werden häufig Strecken mit weichem Untergrund (Sand, Schlamm etc.) bewältigt, wodurch der Rollwiderstand erheblich höher ist als auf Asphalt. Zudem sind Mountainbikes in der Regel schwerer als Rennräder. Aus diesen Gründen müssen Mountainbikes mit sehr kleinen Gängen ausgestattet sein. Beim Downhill an Bergen ohne Lift müssen die besonders schweren Downhillbikes mit einer guten Bergübersetzung nach oben gefahren werden. Daher darf das kleinste Kettenblatt nicht zu groß sein.
Bei Bergrennen ist ein besonders großer Entfaltungsbereich wünschenswert, denn steile Anstiege können ebenso vorkommen wie langgezogene, flache Passagen oder gemäßigte Abfahrten, bei denen mit einem besonders großen Blatt zusätzlich „Druck“ gemacht werden kann. Allerdings werden auch Mountainbikerennen eher bergauf gewonnen und nicht bergab.

## Unrunde Kettenblätter

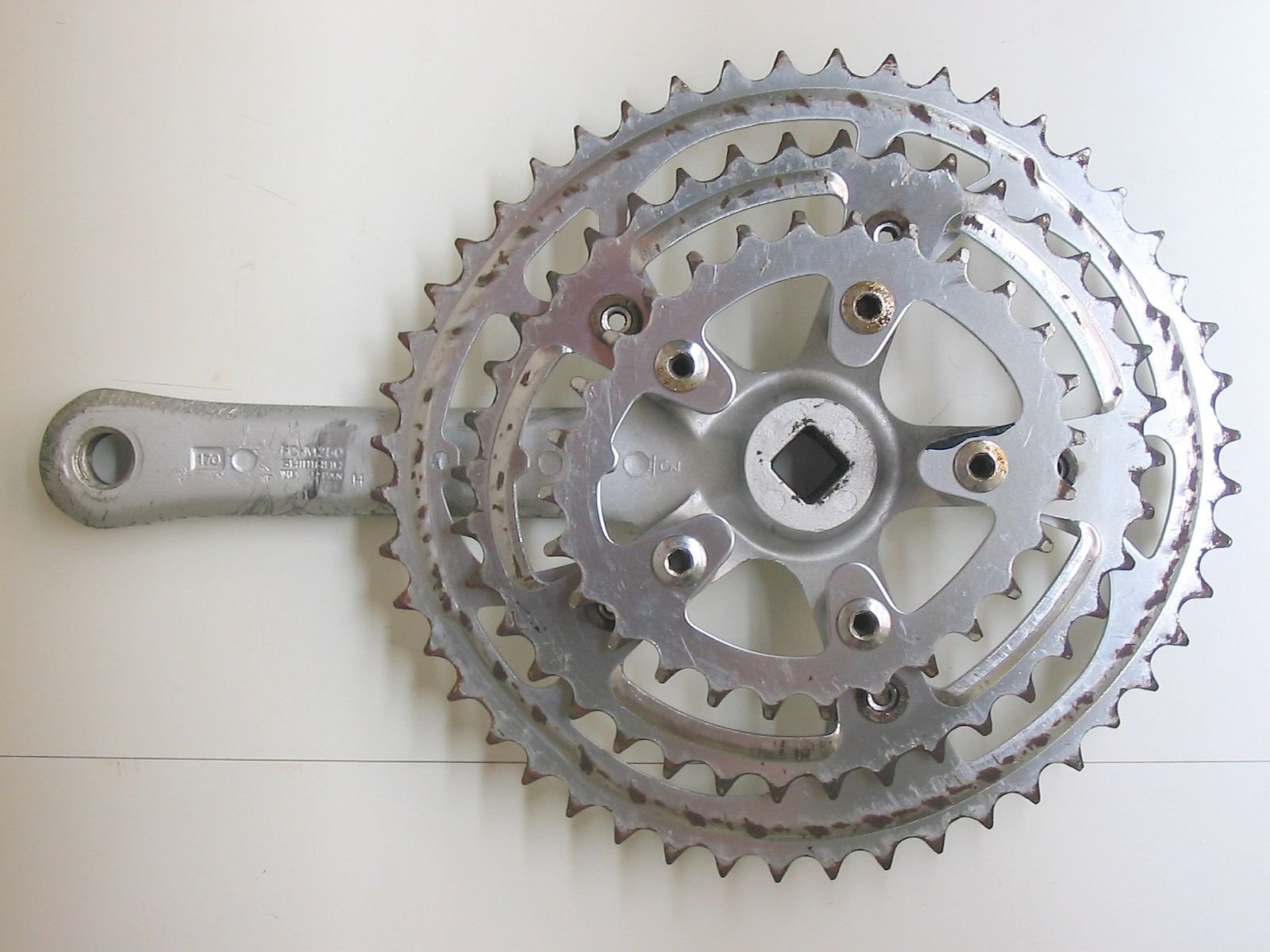
Shimano Biopace Kettenblatt. Die Längsachse des Ovals ist etwa parallel zum Kurbelarm.

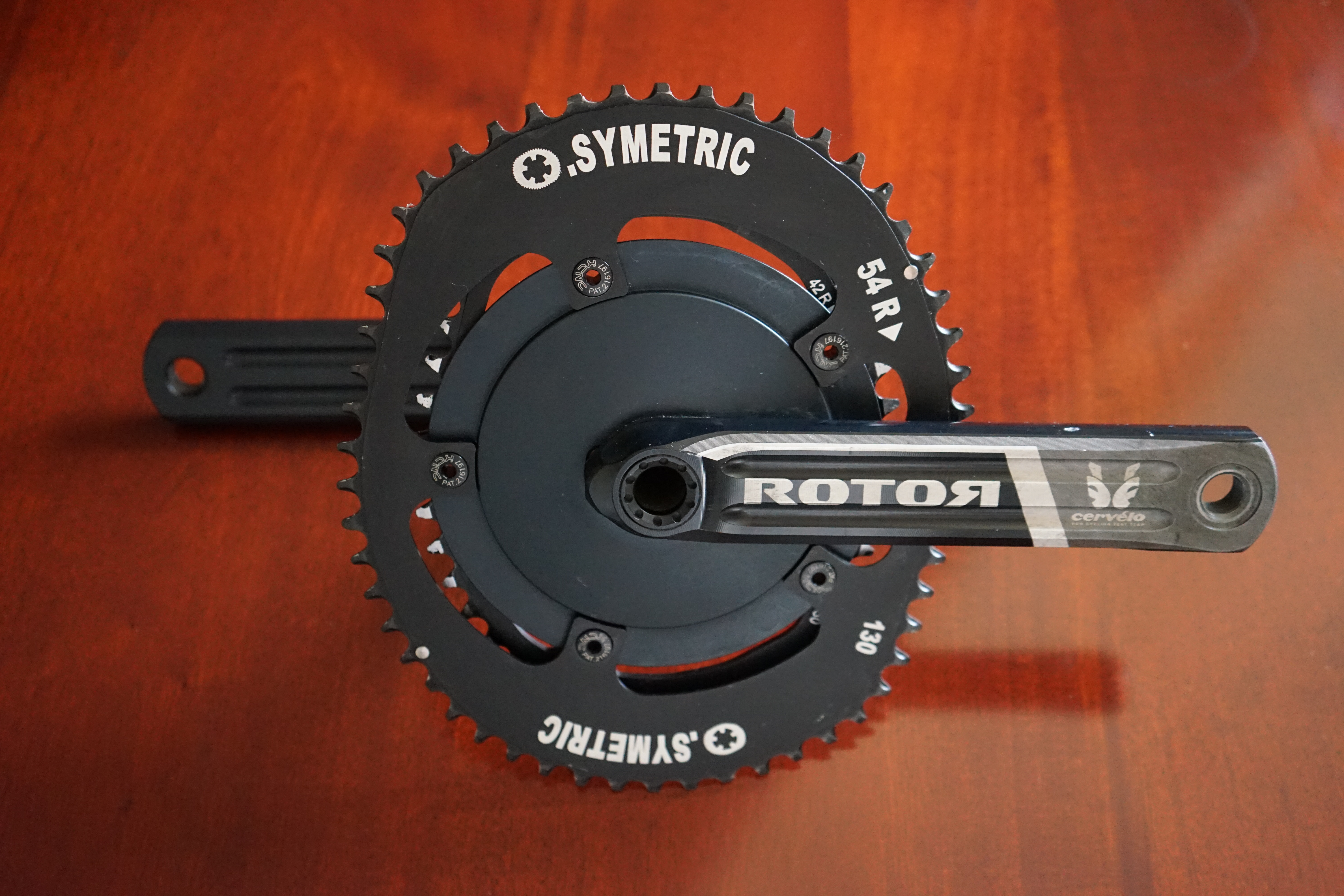
Modernes ovales Kettenblatt. Die Längsachse des Ovals steht etwa senkrecht zum Kurbelarm.

In der Geschichte des Radsports finden sich immer wieder Versuche mit unrunden, beispielsweise ovalen Kettenblättern. Diese haben einen anderen Drehmomentverlauf und sollen den Tritt ergonomischer machen. Bekanntestes System ist Biopace von Shimano, das in den 1980ern populär war. Hier wurde im Augenblick der größten Tretkraft, also bei waagerechter Kurbel, zusätzlich noch der Radius verkleinert, also die Antriebskraft erhöht. Umgekehrt wurde im Augenblick der geringsten Tretkraft, also bei senkrecht stehenden Kurbelarmen, der Radius vergrößert, sprich Antriebskraft verkleinert. Biopace verstärkte also sozusagen den ungleichmäßigen Drehmomentverlauf. Es hat sich weder im Consumer-Bereich noch im Radsport durchgesetzt.
Die heutigen ovalen Kettenblätter weisen im Vergleich zu denen der 1980er eine um ca. 80° in Rotationsrichtung verschobenes Oval auf, da angenommen wird, dass diese Stellung eher der durch die Physiologie begünstigten Kraftentwicklung entgegenkommt. Hier ist es also so, dass im Moment ungünstiger Kurbelstellung (senkrecht) die Übersetzung verringert wird und umgekehrt. Damit will man den Drehmomentverlauf glätten. Auf dem breiten Markt konnte sich keine der ovalen Bauarten durchsetzen, im Profiradsport gibt es jedoch einige Fahrer (z. B. Chris Froome und Bradley Wiggins), die diese Blätter benutzen.